# Peter Vilandos
Panayote 'Peter' Vilandos is een Grieks-Amerikaans professioneel pokerspeler. Hij won onder meer het $1.500 Pot Limit Hold'em-toernooi van de World Series of Poker 1995 (goed voor een hoofdprijs van $148.500,-), het $1.500 No Limit Hold'em-toernooi van de World Series of Poker 2009 (goed voor $607.256,-) en het $5.000 No Limit Hold'em-toernooi van de World Series of Poker 2012 (goed voor $952.694,-).
Vilandos verdiende tot en met juni 2014 meer dan $3.100.000,- in pokertoernooien (cashgames niet meegerekend).

## Wapenfeiten
Vilandos maakte in januari 1990 zijn entree in de wereld van het professionele poker, met een derde plaats in het $500 No Limit Hold'em-toernooi van de Super Stars Of Poker in Tahoe. Drie jaar later won hij op de World Series of Poker (WSOP) van 1993 zijn eerste WSOP-geldprijs. Hij werd zeventiende in een $2.500 Limit Hold'em-toernooi. Het bleek het begin van een reeks die op de World Series of Poker 2010 leidde naar Vilandos' twintigste WSOP-cash.
De tweede keer dat Vilandos zich in het prijzengeld speelde op de World Series of Poker, betekende dat in 1995 zijn eerste WSOP-finaletafel én -titel. Daarbij liet hij onder andere Annie Duke (zesde), Dewey Tomko (zevende) en Howard Lederer (negende) achter zich. Daarna speelde Vilandos zich naar nog zes WSOP-finaletafels die hem geen titel opleverden, voordat hij in 2009 voor de tweede keer een WSOP-toernooi won. Twaalf dagen daarvoor ontglipte die tweede titel hem net toen hij tweede werd in het $1.000 No Limit Hold'em-toernooi, achter Steve Sung. Die tweede plaats droeg er wel aan bij dat Vilandos meer dan $1.000.000.- overhield aan de World Series of Poker 2009.
De $10.000 No Limit Hold'em - Final van de Five Diamond World Poker Classic in Las Vegas was in mei 2002 het eerste toernooi van de World Poker Tour (WPT) waaraan Vilandos prijzengeld overhield. Hij werd vijftiende, goed voor $15.303,-.

## Titels
Vilandos won ook verschillende toernooien die niet tot de WSOP of WPT behoren, zoals:
- het $300 No Limit Hold'em-toernooi van Jim Brady Month 1993 in Los Angeles ($40.500,-)
- het $1.000 Deuce to Seven-toernooi van de Four Queens Poker Classic 1995 in Las Vegas ($24.500,-)
- het $1.000 Pot Limit Omaha-toernooi van de L.A. Poker Classic 1996 ($15.750,-)
- het $300 No Limit Hold'em-toernooi van het United States Poker Championship 1998 in Atlantic City ($19.200,-)

## WSOP-titels
| Jaar                       | Toernooi                 | Prijs      |
| -------------------------- | ------------------------ | ---------- |
| World Series of Poker 1995 | $1.500 Pot Limit Hold'em | $148.500,- |
| World Series of Poker 2009 | $1.500 No Limit Hold'em  | $607.256,- |
| World Series of Poker 2012 | $5.000 No Limit Hold'em  | $952.694,- |